# بختیار وهاب‌زاده
بختیار وهاب‌زاده (زاده ۱۶ اوت سال ۱۹۲۵ در شکی – متوفی ۱۳ فوریه ۲۰۰۹ در باکو) شاعر و نویسنده آذربایجانی بوده‌است.

## زندگی
وی در ۹ سالگی با پدر و مادرش به باکو مهاجرت کرد. پس از تحصیلات متوسطه، وارد دانشگاه باکو شد و در رشته زبان‌شناسی و ادبیات ادامه تحصیل داد. پایان‌نامه‌اش را در سال ۱۹۶۴ نوشت که موضوع آن تحلیلی دربارهٔ آثار یکی از شاعران برجسته آذربایجان به نام «صمد وورغون» بود. بختیار وهاب‌زاده مدتی در دانشگاه‌های آذربایجان به تدریس ادبیات پرداخت. او یکی از پرکارترین شاعران معاصر آذربایجان است که در زمینه‌های ترجمه، نمایش‌نامه، منظومه و تحقیق و نقد و بررسی و مقالات متفاوت ادبی و علمی نیز آثار فراوانی را پدیدآورده است. بسیاری از شعرهای وهاب‌زاده را آهنگسازان و خوانندگان معروف آذربایجان به صورت تصنیف و انواع دیگر موسیقی و آواز جاودانه ساخته‌اند. در سال ۱۹۶۷ گزیده‌ای از آثارش با قطع جیبی در باکو چاپ و منتشر شده و در سال ۱۹۷۵ مجموعه‌ای دو جلدی از اشعارش را به چاپ سپرده‌است. اغلب اشعار بختیار در اوزان هجایی است. شعرهای سپید او نیز بخش قابل توجهی از آثار وی را شامل می‌شوند. وهاب‌زاده قالب‌های عروضی را نیز تجربه کرده‌است و در این اوزان، آثار برجسته‌ای دارد. منظومه «موغام» که همان «مقام» است او را به شهرت رساند.
شاعر در این منظومه از چهار دستگاه اصلی موسیقی مقامی، راست، شور سه‌گاه و چهارگاه سخن به میان آورده و امتیازات آن‌ها را با زبانی سرشار از حس و شاعرانگی بیان کرده‌است.
دربارهٔ «مقام» می‌گوید:
مرا در مایه سه‌گاه زابل دفن کنید شاید روزی «مقام» از خواب بیدارم کند. بختیار بر این باور است که «صور اسرافیل» در دستگاه‌های موغام نواخته خواهد شد و این دستگاه بدون تردید مقام زابل خواهد بود.
اشعار بختیار وهاب‌زاده عمیق و دارای مضامین نو و شکل‌های بدیع به لحاظ فرم و محتوی است. نگاه شاعر به زندگی، نگاهی سرشار از امید و آرزوست، تاریکی‌ها و ناهنجاری‌های زندگی انسان‌ها را با زبانی تأثیرگذار و شیرین بیان می‌کند و هدفی جز آگاه کردن جامعه‌ای که در غبار و تاریکی تکنولوژی و تمدن دروغین گم شده‌است، ندارد.
بختیار وهاب‌زاده شعرهایش را در محدوده نوع خاصی از شعر قرار نمی‌دهد. او اگر شعر عاشقانه می‌سراید، به دنبال رویدادهایی که در کشورش می‌بیند از حماسه‌ها و جان‌فشانی‌ها نیز سخن به زبان می‌آورد. برای اندیشه و احساس انسان‌ها احترام ویژه‌ای قائل است. آزاداندیشان را با دیده تحسین می‌نگرد و خود نیز همواره در اشعارش، آزادی را ستایش می‌کند و به نوع دوستی و عشق به مردم اهمیت فراوانی می‌دهد.

## نمونه اشعار

### از میهن میهنم را می‌نگرم[۶]
شعر به زبان اصلی ترکی آذربایجانی: